# Hylás
Hylás (starořecky  Ὕλας, latinsky Hylas) je v řecké mytologii přítel, panoš nebo také štítonoš velkého hrdiny Hérakla.
Hylás pocházel z kmene Dryopů. Když se loď Argó připravovala na cestu za zlatým rounem do daleké Kolchidy, její velitel Iásón z Iolku shromažďoval muže z celého Řecka. Mezi jinými na tuto plavbu nastoupili také Héraklés a Hylás.
Jejich plavba však netrvala dlouho. Hned po zastávce na ostrově Lémnos, odkud mimochodem musel právě Héraklés posádku včetně jejího velitele dosti rozzlobeně nutit k další plavbě, tolik se Argonautům líbilo ve společnosti osamělých žen. Nakonec však Héraklovo pobízení bylo účinné a loď se vydala dál. Na území Dolionů zažili děsivou
bitvu proti spřátelenému králi Kyzikovi, s jehož vojáky se Argonauti ve tmě nepoznali a měli jeden druhého za nepřítele. Když poznali, proti komu bojují, bylo pozdě — král Kyzikos byl v té šarvátce zabit.
Když bylo po pohřebních obřadech, vyplula loď dál a cestou Héraklovi prasklo veslo. Loď přistála v ústí řeky v Mýsii a Héraklés vyšel na břeh hledat vhodný strom. Hylás vyšel také na břeh, když se však ani po dlouhé době nevracel, Héraklés se dal do hledání a spolu s ním i další člen posádky Polyfémos z Arkádie. Ten potvrdil, že slyšel Hylovo volání, šel po stopách, ale nenašel nic než džbánek na břehu tůně. Volali a hledali, nic nepomohlo.
Když se Héraklés nevracel na loď, dal Iásón rozkaz k vyplutí, což vyvolalo značnou nevoli některých členů posádky, kteří bez Hérakla nechtěli odplout. Stalo se však podle vůle Iásonovy a Argonauti pluli dál sami.
Héraklés hrozil Mýsii zpustošením, pokud by dál Hyla nehledali. Tak prý zůstaly ještě dnes slavnosti, na nich kněz vyvolá třikrát Hylovo jméno a všichni předstírají, že Hyla hledají.
Byly vysloveny dvě domněnky: Hylás štval jelena, ten skočil do tůňky, proměnil se v krásnou vílu a ta Hyla zvábila pod vodní hladinu. Druhá verze praví, že se do mladíka zamilovala nymfa Dryopé, která ho stáhla pod hladinu a žila tam s ním a svými družkami.